# 二本松義孝
二本松義孝（にほんまつ よしたか）是安土桃山時代和江户时代的武将。水野氏家老二本松氏初代当主。

## 經歷
天正6年（1578年），作為二本松氏第11代当主二本松義繼的次子出生。幼名梅王丸。
天正13年（1585年）父親被伊達政宗討死后，翌年（1586年）二本松城開城后和兄長国王丸（義綱）一起逃到会津蘆名氏之下。但不久蘆名氏又在天正17年（1589年）的摺上原之戰中蘆名義廣敗給伊達政宗導致蘆名家滅亡，梅王丸繼續和兄長一同逃亡義廣的故鄉常陸。不久義綱又和義廣起了鬥爭而導致被暗殺，梅王丸又離開江戶崎逃往会津，並在同地元服。最初名国次，不久又改稱義孝。二本松氏從此正式一改原來所稱的畠山姓，從義孝開始正式開始稱二本松姓。
隨著上杉景勝入封会津因而成為了上杉家的客將，并參加了慶長出羽合戰。在上杉氏会津的領地被没收後，義孝留在了会津并繼續成為蒲生秀行、加藤嘉明之後的歴代会津藩客將。寬永20年（1643年）3月的会津骚动導致加藤氏被改易之際，隠棲在故鄉度過余生。慶安元年（1648年），又受到了岡崎藩主水野忠善的招聘。義孝以本人年老自身無法仕官的原因辭退，由其兩個兒子代為出仕。忠善給予嫡男義張700石，二男義正300石登庸，義孝又將養老的錢扶持給予了二百人。

## 脚注
1. ↑  據《松府来歴金華鈔》的記載，義孝的幼名是国王丸而兄長義綱的幼名是梅王丸。